# Nikolái Griazin
Nikolái Griazin (en ruso: Николай Станиславович Грязин, Moscú, Rusia, 7 de octubre de 1997) es un piloto de rally ruso que compite bajo licencia búlgara. Actualmente compite en el campeonato de WRC-2 con un Škoda Fabia RS Rally2.

## Trayectoria
Nikolái Griazin cuenta con mucha experiencia en el Campeonato de Rally de Letonia, ya que desde el comienzo de su carrera en rally, ha sido miembro del programa de rally júnior del Sports Racing Technologies.
En 2017, Griazin comenzó a conducir un automóvil con tracción en las cuatro ruedas, ya que usó el Škoda Fabia R5 para correr la temporada completa en el Campeonato de Europa de Rally y el Campeonato Letón, junto con diversos rallies regionales en toda Europa. Griazin tuvo problemas para despegar en el Campeonato de Europa, solo logrando su mejor resultado con 5º puesto en el Rallye Açores, hasta que peleó contra Kalle Rovanperä para obtener la victoria en el Rally Liepaja, la ronda letona del ERC. Terminó el séptimo lugar de la temporada ERC, y quedó segundo en el ERC Junior U28. De vuelta en Letonia, logró tres impresionantes victorias y terminó segundo en el campeonato. Griazin combinó estos programas con podios y victorias en rallys regionales en Estonia, Eslovenia y Finlandia.
En 2018, además de competir en el ERC y en el campeonato letón con el Škoda Fabia R5, Griazin también participó en el Campeonato de Finlandia de Rally. Esta temporada fue muy exitosa, ya que obtuvo dos victorias en la general en el ERC, la primera se dio en Polonia después de una dura batalla entre él y Jari Huttunen, y la segunda se dio en el Rally Liepaja donde ganó por segundo año consecutivo. Estas victorias le permitieron terminar en la segunda posición en la clasificación general del ERC, ganando además el ERC Junior U28. Griazin terminó tercero en el campeonato letón con tres victorias, además de terminar cuarto en el Campeonato de Finlandia con una victoria. 
Después de un gran 2018, Nikolái Griazin y su equipo, el Sports Racing Technologies, dieron el salto al Campeonato Mundial de Rally participando en el WRC-2 en 2019. Griazin hizo su debut en el WRC en el Rally de Suecia, terminando 15º en la general y 5º en la clase WRC-2. En la siguiente ronda en Córcega, terminó 12º en la general, obteniendo un segundo lugar en WRC-2, aprovechando los problemas de los pilotos favoritos. En Portugal, terminó 13.º en la general y 5º en la clase WRC-2, mientras que en Cerdeña se vio obligado a abandonar después de romper una rueda de su Škoda Fabia R5 en la décima especial. En Finlandia, Griazin puntuó por primera vez en el WRC al terminar 10º en la general, consiguiendo además su primera victoria en el WRC-2. En Alemania terminó 20º en la general y 5º en WRC-2, decidió no correr en Turquía para así poder participar en Gran Bretaña con el nuevo Škoda Fabia R5 Evo, donde terminó en el 13.er lugar en la general, no clasificó en WRC-2 al no estar inscripto en la categoría. Su último rally de la temporada fue el Rally de Cataluña donde firmó su peor clasificación final al terminar 23º en la general y 11.º en WRC-2. Terminó su primera temporada mundialista en el 24º puesto con un punto en el WRC, mientras que en el WRC-2 terminó cuarto con 73 puntos.
En 2020 fue elegido por Hyundai como uno de los pilotos que representarían a la marca en WRC-2 corriendo para el Hyundai Motorsport N.
El 4 de diciembre de 2023, Citroën Racing anunció la contratación de Griazin para la temporada 2024 del WRC-2 donde hace pareja con el francés Yohan Rossel en sendos Citroën C3 Rally2.
El 27 de diciembre se dio a conocer que Griazin estaba en la etapa final de obtener una licencia federativa para correr en el mundial. Griazin le solicitó a la Federación Búlgara de Automovilismo el permiso para correr bajo su licencia. Griazin tuvo que esperar la autorización de la Federación Rusa de Automovilismo que llegó tres días después, el 30 de diciembre por lo cual tanto él como su copiloto Konstantín Aleksandrov (a quien también le otorgaron una licencia federativa) competirán a partir de 2024 bajo la bandera búlgara.

## Victorias

### Victorias en el WRC-2
| # | Rally                       | Temp. | Copiloto               | Auto                   |
| - | --------------------------- | ----- | ---------------------- | ---------------------- |
| 1 | 69. Neste Rally Finland     | 2019  | Yaroslav Fedorov       | Škoda Fabia R5         |
| 2 | 19º Rally d'Italia Sardegna | 2022  | Konstantín Aleksandrov | Škoda Fabia Rally2 Evo |
| 3 | 48.º Croatia Rally          | 2024  | Konstantín Aleksandrov | Citroën C3 Rally2      |
| 4 | 2. Central European Rally   | 2024  | Konstantín Aleksandrov | Citroën C3 Rally2      |
| 5 | 9th FORUM8 Rally Japan      | 2024  | Konstantín Aleksandrov | Citroën C3 Rally2      |

### Victorias en el ERC
| # | Rally                                                         | Temp. | Copiloto               | Auto                  |
| - | ------------------------------------------------------------- | ----- | ---------------------- | --------------------- |
| 1 | 5. Rally Liepāja                                              | 2017  | Yaroslav Fedorov       | Škoda Fabia R5        |
| 2 | 75th PZM Rally Poland                                         | 2018  | Yaroslav Fedorov       | Škoda Fabia R5        |
| 3 | 6. Rally Liepāja                                              | 2018  | Yaroslav Fedorov       | Škoda Fabia R5        |
| 4 | 9. Rally Liepāja                                              | 2021  | Konstantín Aleksandrov | VW Polo GTI R5        |
| 5 | 42.º Rally Sierra Morena - Córdoba Patrimonio de la Humanidad | 2025  | Konstantín Aleksandrov | Škoda Fabia RS Rally2 |

## Resultados

### Campeonato Mundial de Rally
| Año  | Equipo               | Automóvil              | 1      | 2       | 3       | 4      | 5       | 6       | 7       | 8       | 9      | 10     | 11     | 12     | 13     | 14    | Pos. | Puntos |
| ---- | -------------------- | ---------------------- | ------ | ------- | ------- | ------ | ------- | ------- | ------- | ------- | ------ | ------ | ------ | ------ | ------ | ----- | ---- | ------ |
| 2019 | Nikolái Griazin      | Škoda Fabia R5         | MON    | SWE 15  | MEX     | FRA 12 | ARG     | CHL     | POR 13  | ITA Ret | FIN 10 | GER 20 | TUR WD |        |        |       | 24.º | 1      |
| 2019 | Nikolái Griazin      | Škoda Fabia R5 Evo     |        |         |         |        |         |         |         |         |        |        |        | GBR 13 | ESP 23 | AUS C | 24.º | 1      |
| 2020 | Hyundai Motorsport N | Hyundai NG i20 R5      | MON 16 | SWE 21  | MEX 7   | EST 19 | TUR     | ITA Ret | MNZ     |         |        |        |        |        |        |       | 18.º | 6      |
| 2021 | Movisport SRL        | VW Polo GTI R5         | MON 12 | ART 12  | CRO Ret | POR 10 | ITA Ret | SAF     | EST Ret | BEL 59  |        | FIN 36 |        | MNZ    |        |       | 30.º | 2      |
| 2021 | Movisport SRL        | Ford Fiesta Rally2     |        |         |         |        |         |         |         |         | GRE 13 |        |        |        |        |       | 30.º | 2      |
| 2021 | Movisport SRL        | Škoda Fabia Rally2 Evo |        |         |         |        |         |         |         |         |        |        | ESP 10 |        |        |       | 30.º | 2      |
| 2022 | Toksport WRT 2       | Škoda Fabia Rally2 Evo | MON 10 | SWE Ret | CRO 10  | POR 28 | ITA 8   | SAF     | EST WD  | FIN DNS | BEL 10 | GRE 8  | NZL    | ESP    | JPN    |       | 17º  | 11     |
| 2023 | Toksport WRT 2       | Škoda Fabia RS Rally2  | MON 10 | SWE 11  |         | CRO 9  | POR 30  | ITA 34  | SAF     | EST     | FIN 9  | GRE 47 | CHL 10 | EUR 16 | JPN 8  |       | 19.º | 10     |
| 2023 | Toksport WRT 2       | Škoda Fabia Rally2 Evo |        |         | MEX Ret |        |         |         |         |         |        |        |        |        |        |       | 19.º | 10     |
| 2024 | DG Sport Compétition | Citroën C3 Rally2      | MON 10 | SWE 19  | SAF     | CRO 8  | POR 7   | ITA 33  | POL 14  | LAT 14  | FIN 9  | GRE 48 | CHL 9  | EUR 6  | JPN 7  |       | 14.º | 24     |
| 2025 | Nikolái Griazin      | Škoda Fabia RS Rally2  | MON 9  | SWE     | SAF     | ESP 10 | POR 46  | ITA 8   | GRE     | EST     | FIN    | PAR    | CHL    | EUR    | JPN    | SAU   | 15.º | 7      |

### WRC-2
| Año  | Equipo               | Automóvil              | 1     | 2       | 3       | 4     | 5     | 6       | 7       | 8       | 9     | 10     | 11     | 12    | 13     | 14    | Pos. | Puntos |
| ---- | -------------------- | ---------------------- | ----- | ------- | ------- | ----- | ----- | ------- | ------- | ------- | ----- | ------ | ------ | ----- | ------ | ----- | ---- | ------ |
| 2019 | Nikolái Griazin      | Škoda Fabia R5         | MON   | SWE 5   | MEX     | FRA 2 | ARG   | CHL     | POR 5   | ITA Ret | FIN 1 | GER 5  | TUR WD | GBR   |        |       | 4.º  | 73     |
| 2019 | Nikolái Griazin      | Škoda Fabia R5 Evo     |       |         |         |       |       |         |         |         |       |        |        |       | ESP 11 | AUS C | 4.º  | 73     |
| 2020 | Hyundai Motorsport N | Hyundai NG i20 R5      | MON 3 | SWE 6   | MEX 2   | EST 5 | TUR   | ITA Ret | MNZ     |         |       |        |        |       |        |       | 4.º  | 51     |
| 2021 | Movisport SRL        | VW Polo GTI R5         | MON   | ART 3   | CRO Ret | POR 4 | ITA   | SAF     | EST Ret | BEL 2   |       | FIN 6  | ESP    | MNZ   |        |       | 6.º  | 77     |
| 2021 | Movisport SRL        | Ford Fiesta Rally2     |       |         |         |       |       |         |         |         | GRE 3 |        |        |       |        |       | 6.º  | 77     |
| 2022 | Toksport WRT 2       | Škoda Fabia Rally2 Evo | MON 3 | SWE Ret | CRO 4   | POR   | ITA 1 | SAF     | EST WD  | FIN DNS | BEL   | GRE 2  | NZL    | ESP   | JPN    |       | 5.º  | 70     |
| 2023 | Toksport WRT 2       | Škoda Fabia RS Rally2  | MON 2 | SWE     | MEX     | CRO 2 | POR   | ITA 21  | SAF     | EST     | FIN 3 | GRE    | CHL 5  | EUR 6 | JPN 2  |       | 4.º  | 96     |
| 2024 | DG Sport Compétition | Citroën C3 Rally2      | MON 3 | SWE     | SAF     | CRO 1 | POR   | ITA     | POL 6   | LAT     | FIN   | GRE 21 | CHL 2  | EUR 1 | JPN 1  |       | 3.º  | 116    |
| 2025 | Nikolái Griazin      | Škoda Fabia RS Rally2  | MON   | SWE     | SAF     | ESP 3 | POR   | ITA     | GRE     | EST     | FIN   | PAR    | CHL    | EUR   | JPN    | SAU   | 13.º | 15     |

### ERC
| Año  | Equipo                     | Automóvil             | 1       | 2      | 3       | 4       | 5       | 6       | 7      | 8      | 9      | 10      | Pos. | Puntos |
| ---- | -------------------------- | --------------------- | ------- | ------ | ------- | ------- | ------- | ------- | ------ | ------ | ------ | ------- | ---- | ------ |
| 2015 | Sports Racing Technologies | Škoda Fabia R5        | JAN     | LAT    | IRL     | AZO     | BEL     | EST     | CZE    | CYP    | GRE    | VAL 6   | 34.º | 10     |
| 2016 | Sports Racing Technologies | Peugeot 208 R2        | ESP     | IRL 20 | GRE     | AZO Ret | BEL Ret | EST Ret | POL 13 | CZE 29 | LAT 27 |         | NC   | 0      |
| 2016 | Sports Racing Technologies | Škoda Fabia R5        |         |        |         |         |         |         |        |        |        | CYP Ret | NC   | 0      |
| 2017 | Sports Racing Technologies | Škoda Fabia R5        | AZO 5   | ESP 12 | GRE Ret | CYP 33  | POL Ret | CZE 14  | ITA 8  | LAT 1  |        |         | 7.º  | 59     |
| 2018 | Sports Racing Technologies | Škoda Fabia R5        | AZO     | ESP 2  | GRE     | CYP     | ITA 27  | CZE 5   | POL 1  | LAT 1  |        |         | 2.º  | 129    |
| 2019 | Sports Racing Technologies | Škoda Fabia R5        | AZO     | ESP    | LAT     | POL     | ITA Ret | CZE Ret | CYP    | HUN    |        |         | NC   | 0      |
| 2020 | Nikolái Griazin            | Hyundai i20 R5        | ITA     | LAT 20 | FAF     | HUN     | ESP     |         |        |        |        |         | 34.º | 3      |
| 2021 | Nikolái Griazin            | VW Polo GTI R5        | POL Ret | LAT 1  | ITA 21  | CZE     | AZO     | FAF     | HUN 24 | ESP    |        |         | 10.º | 39     |
| 2023 | Nikolái Griazin            | Škoda Fabia RS Rally2 | POR     | ESP    | POL     | LAT     | SWE 4   | ITA     | CZE    | HUN    |        |         | 23.º | 21     |
| 2024 | SC - 911 Team              | Citroën C3 Rally2     | HUN     | ESP    | SWE     | EST 3   | ITA     | CZE     | GBR    | POL    |        |         | 24.º | 21     |
| 2025 | J2X Rally Team             | Škoda Fabia RS Rally2 | ESP 1   | HUN    | SWE     | POL     | ITA     | CZE     | GBR    | CRO    |        |         | 1.º  | 34     |